# Brightside
Brightside (stilizzato in maiuscolo) è il quarto album in studio del gruppo folk indie americano The Lumineers, pubblicato il 14 gennaio  2022 dalla Dualtone e dalla Decca Records. È stato prodotto principalmente da Simone Felice e David Baron. L'album è stato preceduto dall'uscita di tre singoli: la title track, Big Shot, e AM Radio.
Simone Felice, produttore di Cleopatra e III dei Lumineers, è tornato a produrre l'album insieme a David Baron, che è stato anche mixer e ingegnere. L'album è stato registrato in due sessioni che si sono svolte all'inizio ("inverno e primavera") del 2021 presso i Baron's Sun Mountain Studios di Boiceville, New York. Il singolo principale Brightside è stato registrato in un solo giorno.
Il cantante-chitarrista Wesley Schultz e Jeremiah Fraites hanno eseguito da soli la maggior parte della strumentazione, con Baron che ha fornito tastiere e cori.
Al momento dell'uscita, Brightside ha ricevuto recensioni positive da parte della critica musicale. In Metacritic, che assegna una valutazione normalizzata su 100 alle recensioni della critica, l'album ha avuto un punteggio medio di 72 su 100, che indica "recensioni generalmente favorevoli" sulla base di 4 recensioni.

## Tracce
1. Brightside – 3:49
2. A.M. Radio – 3:57
3. Where We Are – 2:52
4. Birthday – 4:14
5. Big Shot – 3:01
6. Never Really Mine – 3:01
7. Rollercoaster – 3:48
8. Remington – 1:52
9. Reprise – 3:28